# Spór (prawo międzynarodowe)
Spór – w prawie międzynarodowym jest to sytuacja, w której istnieją sprzeczne stanowiska między osobami (podmiotami tego prawa). Według orzeczenia Stałego Międzynarodowego Trybunału Sprawiedliwości Międzynarodowej z 1924  
spór jest to niezgoda co do prawa lub faktu, sprzeczność stanowisk prawnych lub interesów między dwoma osobami. W opinii doradczej Międzynarodowy Trybunał Sprawiedliwości z 1950 r. uznał, że spór (dispute) oznacza sytuację, w której punkty widzenia dwóch stron są wyraźnie przeciwstawne.

## Podstawy prawne
Konwencje haskie z 1899 i 1907 powołały Stały Trybunał Arbitrażowy. Art. 1 ich obu brzmi Celem zapobieżenia w granicach możliwości, uciekania się do siły w stosunkach pomiędzy Państwami, Mocarstwa Umawiające się zgadzają się używać wszelkich wysiłków celem zapewnienia pokojowego rozstrzygania sporów międzynarodowych.
Pakt Ligi Narodów w art. 12 zobowiązał członków że gdyby między nimi powstał spór mogący spowodować zerwanie stosunków, skierują go już to na drogę postępowania rozjemczego lub sądowego, już to do rozpatrzenia Rady.
Zawarty w ramach Ligi Akt Generalny w sprawie pokojowego załatwiania sporów międzynarodowych  podpisany w Genewie 26 września 1928, zrewidowany 28 kwietnia 1949 w rozdziale I (Koncyliacja) w art. l postanawia, że wszelkiego rodzaju spory pomiędzy dwoma lub więcej Stronami niniejszego Aktu Generalnego, których nie udało się załatwić na drodze dyplomatycznej, będą poddawane postępowaniu pojednawczemu na warunkach ustalonych w niniejszym rozdziale, przy uwzględnieniu zastrzeżeń, jakie mogą być zgłoszone na podstawie art. 39 (art ten dozwala zgłaszanie zastrzeżeń do traktatu). W rozdziale II (Rozstrzyganie sądowe) art. 17 ustanawia, że wszystkie spory, w których Strony znajdują się w konflikcie co do swoich praw z zastrzeżeniem art. 39  będą przedkładane do rozstrzygnięcia Międzynarodowemu Trybunałowi Sprawiedliwości, chyba że Strony uzgodnią, w sposób opisany zwrócić się do Sądu rozjemczego. W rozdziale III (Arbitraż), art. 21 i 22 głoszą, że jeśli koncyliacja okaże się niemożliwa spór zostanie rozpatrzony przez sąd rozjemczy złożony z pięciu członków z różnych krajów (po jednym z obywateli stron sporu, pozostałych trzech - w tym przewodniczącego - wybranych obopólnie spośród obywateli państw trzecich). W rozdziale IV (Postanowienia Ogólne), art. 29 pkt. 1, głosi  spory, dla których zatwierdzenia przewidziano specjalne postępowanie w innych konwencjach obowiązujących między Stronami sporu, rozwiązywane będą zgodnie z postanowieniami tych konwencji.
Pakt Brianda-Kellogga w art. 2  Wysokie Strony Umawiające się uznają, że załatwianie i rozstrzyganie wszystkich sporów i konfliktów bez względu na ich naturę lub pochodzenie, które mogłyby powstać między niemi, winno być osiągane zawsze tylko za pomocą środków pokojowych.
Karta Narodów Zjednoczonych (w art. 2 ust. 3) formułuje obowiązek pokojowego rozwiązywania sporów.

## Klasyfikacja sporów
Wyróżnia się klasyfikacje sporów w zależności od różnych cech:
- spory prawne i polityczne – według art. 36 ust. 3 Karty Narodów Zjednoczonych spory prawne powinny być przekazywane do Międzynarodowego Trybunału Sprawiedliwości stosownie do postanowień jego Statutu. Ten zakres kompetencji MTS reguluje art. 37 ust. 2 jego statutu[7]. Spory polityczne są to pozostałe spory[8].

- spory zwykłe i kwalifikowane – według art. 34 Karty Narodów Zjednoczonych Rada Bezpieczeństwa ONZ może ustalić, czy trwanie sporu zagraża utrzymaniu międzynarodowego pokoju i bezpieczeństwa. Taki spór określa się jako kwalifikowany, co pociąga skutki prawne i organizacyjne[9]. Rada Bezpieczeństwa może wezwać strony do załatwienia sporu kwalifikowanego i zalecić – w sposób niewiążący – sposób jego załatwienia (art. 33 ust. 2 oraz art. 36 ust. 1). Spory zwykłe są to pozostałe spory[9].

## Rozstrzyganie sporów
Karta Narodów Zjednoczonych w art. 33 ust. 1 wymienia jako sposoby załatwiania sporów: rokowania, badania, pośrednictwo, koncyliację, arbitraż międzynarodowy, rozstrzygnięcie sądowe i rozstrzygnięcie przez organ lub układ regionalny. Katalog ten nie jest zamknięty.
Prawo międzynarodowe nie formułuje zasad wybierania sposobu załatwiania sporów, tak więc wybór zależy od woli stron. Mogą one zobowiązać się wcześniej, w jaki sposób załatwią spór związany z daną sprawą. I tak np. strony konwencji o dochodzeniu roszczeń alimentacyjnych za granicą zgodziły się (w art. 16) na przekazywanie Międzynarodowemu Trybunałowi Sprawiedliwości sporów wynikłych z interpretacji czy zastosowania konwencji.